# آدم سفوبودا
آدم سفوبودا (بالتشيكية: Adam Svoboda) هو لاعب هوكي الجليد تشيكي، ولد في 26 يناير 1978 في برنو في التشيك.

## وصلات خارجية
- آدم سفوبودا على موقع دوري الهوكي للقارات (الإنجليزية)
- آدم سفوبودا على موقع EliteProspects.com (الإنجليزية)
- آدم سفوبودا على موقع Eurohockey.com (الإنجليزية)
- آدم سفوبودا على موقع HockeyDB.com (الإنجليزية)